# Кошарка у колицима
Кошарка у инвалидским колицима је стил кошарке адаптиран за игру помоћу спортских инвалидских колица. Међународна кошаркашка федерација у инвалидским колицима (ИВБФ) је управно тијело за овај спорт. Међународни параолимпијски комитет (ИПЦ) га је признао као једини надлежни орган у кошарци у инвалидским колицима широм свијета. ФИБА је признала ИВБФ према члану 53 свог Генералног статута.
ИВБФ има 95 националних организација за кошарку у инвалидским колицима (НОВБ) које учествују у кошарци у инвалидским колицима широм свијета, а овај број се повећава сваке године. Процјењује се да више од 100.000 људи игра кошарку у инвалидским колицима од рекреације до клупске игре и као елитних репрезентативаца.
Кошарка у инвалидским колицима је укључена у Параолимпијске игре. Свјетско првенство у кошарци у инвалидским колицима игра се двије године након сваке Параолимпијске игре. Велика конкуренција у кошарци у инвалидским колицима долази из Канаде, Аустралије, Сједињених Држава, Велике Британије, Холандије и Јапана.